# Winkelpicker
Ein Winklepicker (eingedeutscht auch als Winkelpicker bezeichnet) ist eine Angelrute.
Sie weist für gewöhnlich eine Länge von 2,40 m bis 3,00 m auf und besitzt eine sehr feine, meistens neonfarbene Spitze, die zur Bisserkennung dient.
Um den Biss bestmöglich zu visualisieren, wird die Rute in einem Winkel von ca. 120° zum Schnurverlauf aufgestellt. Wenn die Schnur nun gespannt wird, sind selbst sensibelste Bisse aufgrund der zuckenden Spitze erkennbar. Bebleit wird die Montage mit einem Laufblei, so dass der Fisch nur die Spitze der Rute als Widerstand wahrnimmt. Die bekanntere Feederrute funktioniert nach demselben Prinzip, ist jedoch länger und stärker.
Bewährt hat sich der Winklepicker in der Fluss- und speziell in der Kanalangelei, da der Angler hier sehr nah am Ufer sitzen kann und weite Würfe nicht notwendig sind. Der Winklepicker wurde in England erfunden und ist in Holland sehr weit verbreitet.
In Deutschland wurde die feine Grundrute im Trend des Wettangelns (bzw. Hegefischens) zusammen mit beispielsweise dem Setzkescher in den späten 1970er und 1980er Jahren populär.
Seitdem ist sie fester Bestandteil des Rutendepots von Friedfisch- und Matchanglern, die es auf Brassen, Güstern, Rotfedern und Schleien abgesehen haben.